# Сельская знать (Палестина)
Сельская знать — социальный класс местной знати в Палестине на закате существования Османской империи и во времена Британского мандата; аналогичные группы были распространены по всему Леванту. Большинство представителей сельской знати происходили из класса феллахов (крестьянства) и принадлежали к нему, образуя землевладельческое дворянство низшего эшелона в сельской местности Палестины и возникающих после Танзимата городах. В количественном отношении сельская знать составляла большинство палестинской элиты, хотя и не была самой обеспеченной её частью.
В отличие от городской элиты, традиционно состоящей из городских торговцев (туджаров), богословов (улемов), шерифов, военных офицеров и должностных лиц, сельская знать состояла из деревенских или клановых мухтаров и сельских шейхов. Она воспользовалась изменяющимися правовыми, административными и политическими условиями и глобальными экономическими реалиями, чтобы достичь социально-экономического и политического господства, используя домохозяйства, брачные союзы и сети покровительства. В целом, они играли ведущую роль в развитии современной Палестины вплоть до конца XX века.